# Az Amerikai Virgin-szigetek a 2016. évi nyári olimpiai játékokon
Az Amerikai Virgin-szigetek a brazíliai Rio de Janeiróban megrendezett 2016. évi nyári olimpiai játékok egyik részt vevő nemzete volt. Az országot az olimpián 4 sportágban 7 sportoló képviselte, akik érmet nem szereztek.

## Atlétika
Férfi
| Versenyző    | Versenyszám | Előfutam | Előfutam | Előfutam | Elődöntő | Elődöntő | Elődöntő | Döntő   | Döntő    |
| Versenyző    | Versenyszám | Idő      | Hely.    | Össz.    | Idő      | Hely.    | Össz.    | Idő     | Helyezés |
| ------------ | ----------- | -------- | -------- | -------- | -------- | -------- | -------- | ------- | -------- |
| Eddie Lovett | 110 m gát   | 13,77    | 7.       | 29.      | kiesett  | kiesett  | kiesett  | kiesett | kiesett  |

| Versenyző      | Versenyszám | Selejtező                | Selejtező                | Döntő    | Döntő    |
| Versenyző      | Versenyszám | Eredmény                 | Helyezés                 | Eredmény | Helyezés |
| -------------- | ----------- | ------------------------ | ------------------------ | -------- | -------- |
| Muhammad Halim | Hármasugrás | érvényes kísérlet nélkül | érvényes kísérlet nélkül | kiesett  | kiesett  |

Női
| Versenyző     | Versenyszám | Előfutam | Előfutam | Előfutam | Elődöntő | Elődöntő | Elődöntő | Döntő   | Döntő    |
| Versenyző     | Versenyszám | Idő      | Hely.    | Össz.    | Idő      | Hely.    | Össz.    | Idő     | Helyezés |
| ------------- | ----------- | -------- | -------- | -------- | -------- | -------- | -------- | ------- | -------- |
| LaVerne Jones | 200 m       | 23,35    | 6.       | 46.      | kiesett  | kiesett  | kiesett  | kiesett | kiesett  |

## Ökölvívás
Férfi
| Versenyző       | Versenyszám     | Selejtező                | Nyolcaddöntő          | Negyeddöntő       | Elődöntő          | Döntő             | Helyezés |
| Versenyző       | Versenyszám     | Ellenfél Eredmény        | Ellenfél Eredmény     | Ellenfél Eredmény | Ellenfél Eredmény | Ellenfél Eredmény | Helyezés |
| --------------- | --------------- | ------------------------ | --------------------- | ----------------- | ----------------- | ----------------- | -------- |
| Laurent Clayton | Szupernehézsúly | Erik Pfeifer (GER) · 2-1 | Tony Yoka (FRA) · 0-3 | kiesett           | kiesett           | kiesett           | 9.       |

## Úszás
Férfi
| Versenyző       | Versenyszám | Előfutam | Előfutam | Előfutam | Elődöntő | Elődöntő | Elődöntő | Döntő   | Döntő    |
| Versenyző       | Versenyszám | Idő      | Hely.    | Össz.    | Idő      | Hely.    | Össz.    | Idő     | Helyezés |
| --------------- | ----------- | -------- | -------- | -------- | -------- | -------- | -------- | ------- | -------- |
| Rexford Tullius | 200 m hát   | 1:59,14  | 2.       | 20.      | kiesett  | kiesett  | kiesett  | kiesett | kiesett  |

Női
| Versenyző     | Versenyszám | Előfutam | Előfutam | Előfutam | Elődöntő | Elődöntő | Elődöntő | Döntő   | Döntő    |
| Versenyző     | Versenyszám | Idő      | Hely.    | Össz.    | Idő      | Hely.    | Össz.    | Idő     | Helyezés |
| ------------- | ----------- | -------- | -------- | -------- | -------- | -------- | -------- | ------- | -------- |
| Caylee Watson | 100 m hát   | 1:07,19  | 6.       | 30.      | kiesett  | kiesett  | kiesett  | kiesett | kiesett  |

## Vitorlázás
Férfi
| Versenyző   | Versenyszám | Futam | Futam | Futam | Futam | Futam | Futam | Futam | Futam | Futam | Futam | Futam   | Pontszám | Helyezés |
| Versenyző   | Versenyszám | 1     | 2     | 3     | 4     | 5     | 6     | 7     | 8     | 9     | 10    | É       | Pontszám | Helyezés |
| ----------- | ----------- | ----- | ----- | ----- | ----- | ----- | ----- | ----- | ----- | ----- | ----- | ------- | -------- | -------- |
| Cy Thompson | Laser       | 13    | 4     | 11    | (35)  | 32    | 33    | 6     | 20    | 17    | 16    | kiesett | 152      | 19.      |